# Ladomirová
Ladomirová é um município da Eslováquia, situado no distrito de Svidník, na região de Prešov. Tem 15,39 km² de área e sua população em 2018 foi estimada em 1.056 habitantes.

## Demografia
| Ano:        | 1994 | 2004    | 2014    | 2024   |
| ----------- | ---- | ------- | ------- | ------ |
| Broj ljudi: | 775  | 858     | 1016    | 1064   |
| Razlika:    |      | +10,70% | +18,41% | +4,72% |

| Ano:               | 2023 | 2024   |
| ------------------ | ---- | ------ |
| Número de pessoas: | 1061 | 1064   |
| Diferença:         |      | +0,28% |